# Koválov
Koválov é um município da Eslováquia, situado no distrito de Senica, na região de Trnava. Tem 13,620 km² de área e sua população em 2019 foi estimada em 697 habitantes.

## Demografia
| Ano:        | 1994 | 2004   | 2014   | 2024   |
| ----------- | ---- | ------ | ------ | ------ |
| Broj ljudi: | 646  | 656    | 706    | 677    |
| Razlika:    |      | +1,54% | +7,62% | -4,10% |

| Ano:               | 2023 | 2024   |
| ------------------ | ---- | ------ |
| Número de pessoas: | 684  | 677    |
| Diferença:         |      | -1,02% |